# Tolcayuca
Tolcayuca és un municipi de l'estat d'Hidalgo. Tolcayuca és el cap de municipi i principal centre de població d'aquesta municipalitat. Aquest municipi és a la part sud-occidental de l'estat d'Hidalgo. Limita al nord amb el municipi de Zapotlán de Juárez, al sud amb Tizayuca, l'oest amb estat de Mèxic i a l'est amb Cempoala.